# Bad Girls from Mars
Bad Girls from Mars è un  film del 1991 diretto da Fred Olen Ray. È una storia di ambientazione fantascientifica.

## Trama
Durante le riprese di scena del film di fantascienza, il Bad Girls From Mars del titolo, un assassino uccide una dopo l'altra le donne che lo interpretano. Per far fronte ai continui incidenti che minacciano l'esito del film si decide di scritturare un personaggio famoso dello spettacolo, tale Emmanuelle.